# Grand Prix automobile de Bahreïn 2009
GP précédent GP suivant
Le Grand Prix automobile de Bahreïn 2009 (2009 Formula 1 Gulf Air Bahrain Grand Prix), disputé sur le circuit international de Sakhir le 26 avril 2009, est la 807e épreuve du championnat du monde de Formule 1 courue depuis 1950 et la quatrième manche du championnat 2009.

## Essais libres

### Vendredi matin
| Pos | Pilote            | Voiture          | Chrono         | Écart     |
| --- | ----------------- | ---------------- | -------------- | --------- |
| 1   | Lewis Hamilton    | McLaren-Mercedes | 1 min 33 s 647 |           |
| 2   | Nick Heidfeld     | BMW Sauber       | 1 min 33 s 907 | + 0 s 260 |
| 3   | Robert Kubica     | BMW Sauber       | 1 min 33 s 938 | + 0 s 291 |
| 4   | Nico Rosberg      | Williams-Toyota  | 1 min 34 s 227 | + 0 s 580 |
| 5   | Jenson Button     | Brawn-Mercedes   | 1 min 34 s 434 | + 0 s 787 |
| 6   | Heikki Kovalainen | McLaren-Mercedes | 1 min 34 s 502 | + 0 s 855 |

### Vendredi après-midi
| Pos | Pilote           | Voiture          | Chrono         | Écart     |
| --- | ---------------- | ---------------- | -------------- | --------- |
| 1   | Nico Rosberg     | Williams-Toyota  | 1 min 33 s 339 |           |
| 2   | Fernando Alonso  | Renault          | 1 min 33 s 530 | + 0 s 191 |
| 3   | Jarno Trulli     | Toyota           | 1 min 33 s 616 | + 0 s 277 |
| 4   | Sebastian Vettel | Red Bull-Renault | 1 min 33 s 661 | + 0 s 322 |
| 5   | Mark Webber      | Red Bull-Renault | 1 min 33 s 676 | + 0 s 337 |
| 6   | Jenson Button    | Brawn-Mercedes   | 1 min 33 s 694 | + 0 s 355 |

### Samedi matin
| Pos | Pilote          | Voiture          | Chrono         | Écart     |
| --- | --------------- | ---------------- | -------------- | --------- |
| 1   | Timo Glock      | Toyota           | 1 min 32 s 605 |           |
| 2   | Felipe Massa    | Ferrari          | 1 min 32 s 728 | + 0 s 123 |
| 3   | Nico Rosberg    | Williams-Toyota  | 1 min 32 s 906 | + 0 s 301 |
| 4   | Lewis Hamilton  | McLaren-Mercedes | 1 min 32 s 975 | + 0 s 370 |
| 5   | Kimi Räikkönen  | Ferrari          | 1 min 32 s 986 | + 0 s 381 |
| 6   | Nelsinho Piquet | Renault          | 1 min 33 s 176 | + 0 s 571 |

## Grille de départ
| Pos | Pilote                 | Écurie               | Qualifications 1 | Qualifications 2 | Qualifications 3 | Poids des monoplaces |
| --- | ---------------------- | -------------------- | ---------------- | ---------------- | ---------------- | -------------------- |
| 1   | Jarno Trulli           | Toyota               | 1 min 32 s 779   | 1 min 32 s 671   | 1 min 33 s 431   | 648,5 kg             |
| 2   | Timo Glock             | Toyota               | 1 min 33 s 165   | 1 min 32 s 613   | 1 min 33 s 712   | 643 kg               |
| 3   | Sebastian Vettel       | Red Bull-Renault     | 1 min 32 s 680   | 1 min 32 s 474   | 1 min 34 s 015   | 659 kg               |
| 4   | Jenson Button          | Brawn-Mercedes       | 1 min 32 s 978   | 1 min 32 s 842   | 1 min 34 s 044   | 652,5 kg             |
| 5   | Lewis HamiltonSREC     | McLaren-Mercedes     | 1 min 32 s 851   | 1 min 32 s 877   | 1 min 34 s 196   | 652,5 kg             |
| 6   | Rubens Barrichello     | Brawn-Mercedes       | 1 min 33 s 116   | 1 min 32 s 842   | 1 min 34 s 239   | 649 kg               |
| 7   | Fernando Alonso SREC   | Renault              | 1 min 33 s 627   | 1 min 32 s 860   | 1 min 34 s 578   | 650,5 kg             |
| 8   | Felipe Massa SREC      | Ferrari              | 1 min 33 s 297   | 1 min 33 s 014   | 1 min 34 s 818   | 664,5 kg             |
| 9   | Nico Rosberg           | Williams-Toyota      | 1 min 33 s 672   | 1 min 33 s 166   | 1 min 35 s 134   | 670,5 kg             |
| 10  | Kimi Räikkönen SREC    | Ferrari              | 1 min 33 s 117   | 1 min 32 s 827   | 1 min 35 s 380   | 671,5 kg             |
| 11  | Heikki Kovalainen SREC | McLaren-Mercedes     | 1 min 33 s 479   | 1 min 33 s 242   |                  | 678,5 kg             |
| 12  | Kazuki Nakajima        | Williams-Toyota      | 1 min 33 s 221   | 1 min 33 s 348   |                  | 680,9 kg             |
| 13  | Robert Kubica SREC     | BMW Sauber           | 1 min 33 s 495   | 1 min 33 s 487   |                  | 698,6 kg             |
| 14  | Nick Heidfeld SREC     | BMW Sauber           | 1 min 33 s 377   | 1 min 33 s 562   |                  | 696,3 kg             |
| 15  | Nelsinho Piquet SREC   | Renault              | 1 min 33 s 608   | 1 min 33 s 941   |                  | 677,6 kg             |
| 16  | Sébastien Buemi        | Toro Rosso-Ferrari   | 1 min 33 s 753   |                  |                  | 678,5 kg             |
| 17  | Giancarlo Fisichella   | Force India-Mercedes | 1 min 33 s 910   |                  |                  | 652 kg               |
| 18  | Mark Webber            | Red Bull-Renault     | 1 min 34 s 038   |                  |                  | 656 kg               |
| 19  | Adrian Sutil           | Force India-Mercedes | 1 min 33 s 722   |                  |                  | 679 kg               |
| 20  | Sébastien Bourdais     | Toro Rosso-Ferrari   | 1 min 34 s 159   |                  |                  | 667,5 kg             |

- Les pilotes prenant part aux essais avec le SREC sont signalés par la mention SREC.
- Initialement qualifié en 16e position, Adrian Sutil a été pénalisé de 3 places sur la grille pour avoir gêné Mark Webber dans son tour de qualification.

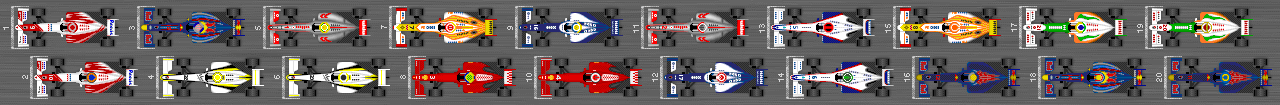
La grille de départ du Grand Prix.

## Course

### Déroulement de l'épreuve

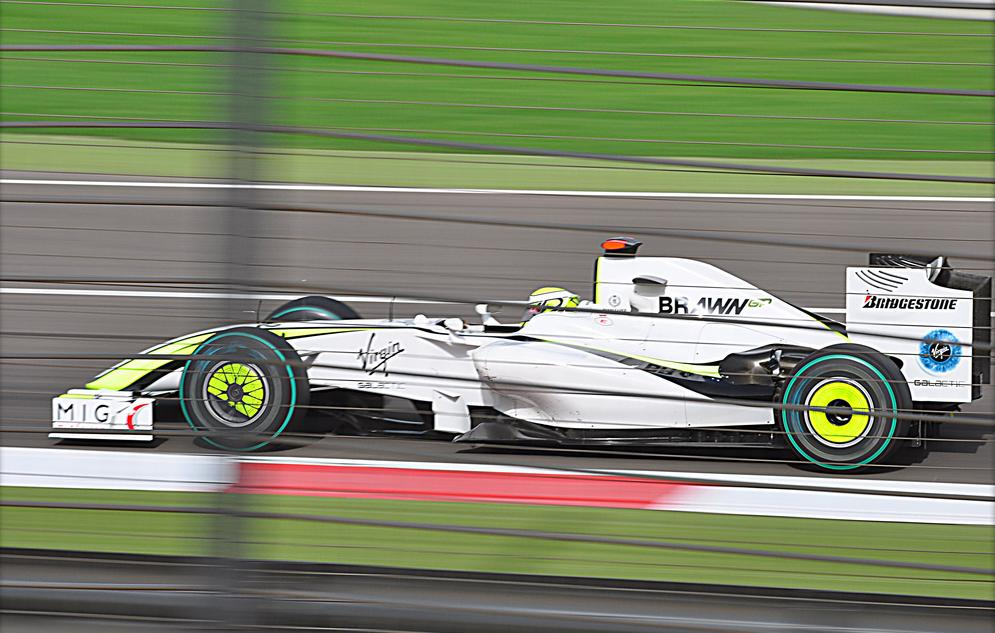
Jenson Button signe à Bahreïn sa troisième victoire de la saison.

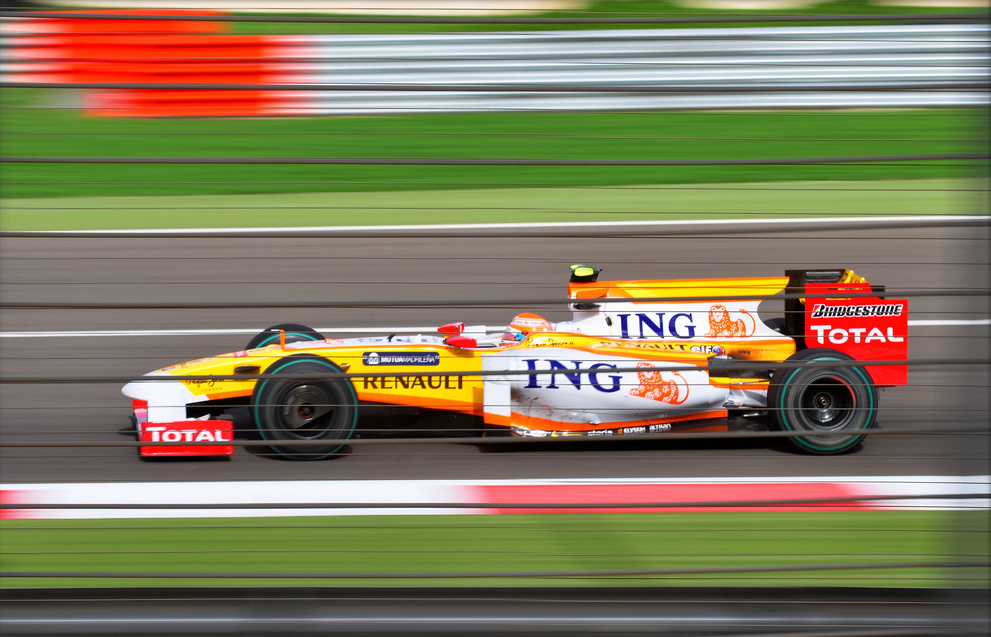
Nelsinho Piquet termine à la 10e position.

Les deux Toyota occupent la première ligne grâce à Jarno Trulli et Timo Glock, devant la Red Bull de Sebastian Vettel et la Brawn de Jenson Button. Mais dès l'extinction des feux, Glock, plus léger que son coéquipier, s'empare de la tête de la course au premier virage. Cinquième sur la grille, Lewis Hamilton utilise à bon escient son SREC pour se retrouver en seconde position avant de céder sa place à Trulli tandis que Button prend le meilleur sur Sebastian Vettel.
Au tour suivant, Button attaque Hamilton et part chasser les deux Toyota, Glock prenant peu à peu ses distances sur Trulli. Dans le peloton, Robert Kubica, Kazuki Nakajima et Felipe Massa doivent regagner les stands pour changer de capot avant. À l'entâme du troisième tour, Glock précède Trulli de 1 s 7, Button de plus de 4 secondes et Hamilton de plus de 5 secondes. Nelson Piquet et Mark Webber ont tiré leur épingle du jeu en gagnant respectivement cinq et sept places.
Rubens Barrichello, plus léger en carburant menace Vettel qui continue à résister tandis que Glock mène toujours devant Trulli et Button. Glock stoppe le premier au 11e tour, suivi au tour suivant par Trulli qui réalise une bonne opération en repartant devant son équipier. Button est désormais en tête avec 8 secondes d’avance sur Hamilton.
Les deux meneurs de l’épreuve s'arrêtent ensemble au 15e tour mais si Button laisse le commandement à Vettel, il réussit à repartir devant Trulli alors que Glock perd deux nouvelles places. Vettel effectue son premier arrêt quatre boucles après Button et repart quatrième alors que Kimi Räikkönen mène à la faveur des arrêts ravitaillement. Une fois le pilote finlandais contraint de passer par les stands à son tour, Button reste solidement en tête de la course avec 7 s 5 d'avance sur Trulli, 8 s sur Vettel et 9 s sur Hamilton. Les trois poursuivants se neutralisent, ce qui permet d’une part à Button de s'échapper et d’autre part à Barrichello de faire la jonction. Au 27e tour, Button porte son avantage à 11 s sur le trio de chasse.
Le leader s'arrête dix tours plus tard, suivi par Trulli et Hamilton sur une stratégie similaire. Vettel retrouve alors la tête avant de stopper. Il souffle la seconde place à Trulli et résiste pour conserver sa position. Sur une stratégie à trois arrêts, Barrichello stoppe à dix tours du terme de l’épreuve et ressort des stands cinquième, juste devant Räikkönen.
Jenson Button gère son avance sur Vettel et Trulli pour décrocher sa troisième victoire de la saison. Vettel et Trulli complétant le podium. Lewis Hamilton est quatrième devant la seconde Brawn GP de Rubens Barrichello. Kimi Räikkönen ouvre enfin son compteur et celui de la Scuderia Ferrari. Glock se classe septième, devant Fernando Alonso qui a défendu dans les derniers tours le point de la huitième place face à Nico Rosberg.

### Classement de la course
| Pos  | No | Pilote                 | Écurie               | Tours | Temps/Abandon                        | Grille | Points |
| ---- | -- | ---------------------- | -------------------- | ----- | ------------------------------------ | ------ | ------ |
| 1    | 22 | Jenson Button          | Brawn-Mercedes       | 57    | 1 h 31 min 48 s 182 (201 s 456 km/h) | 4      | 10     |
| 2    | 15 | Sebastian Vettel       | Red Bull-Renault     | 57    | + 7 s 187                            | 3      | 8      |
| 3    | 9  | Jarno Trulli           | Toyota               | 57    | + 9 s 170                            | 1      | 6      |
| 4    | 1  | Lewis Hamilton SREC    | McLaren-Mercedes     | 57    | + 22 s 096                           | 5      | 5      |
| 5    | 23 | Rubens Barrichello     | Brawn-Mercedes       | 57    | + 37 s 779                           | 6      | 4      |
| 6    | 4  | Kimi Räikkönen SREC    | Ferrari              | 57    | + 42 s 057                           | 10     | 3      |
| 7    | 10 | Timo Glock             | Toyota               | 57    | + 42 s 880                           | 2      | 2      |
| 8    | 7  | Fernando Alonso SREC   | Renault              | 57    | + 52 s 775                           | 7      | 1      |
| 9    | 16 | Nico Rosberg           | Williams-Toyota      | 57    | + 58 s 198                           | 9      |        |
| 10   | 8  | Nelsinho Piquet SREC   | Renault              | 57    | + 1 min 05 s 149                     | 15     |        |
| 11   | 14 | Mark Webber            | Red Bull-Renault     | 57    | + 1 min 07 s 641                     | 18     |        |
| 12   | 2  | Heikki Kovalainen SREC | McLaren-Mercedes     | 57    | + 1 min 17 s 824                     | 11     |        |
| 13   | 11 | Sébastien Bourdais     | Toro Rosso-Ferrari   | 57    | + 1 min 18 s 805                     | 20     |        |
| 14   | 3  | Felipe Massa SREC      | Ferrari              | 56    | + 1 tour                             | 8      |        |
| 15   | 21 | Giancarlo Fisichella   | Force India-Mercedes | 56    | + 1 tour                             | 17     |        |
| 16   | 20 | Adrian Sutil           | Force India-Mercedes | 56    | + 1 tour                             | 19     |        |
| 17   | 12 | Sebastien Buemi        | Toro Rosso-Ferrari   | 56    | + 1 tour                             | 16     |        |
| 18   | 5  | Robert Kubica SREC     | BMW Sauber           | 56    | + 1 tour                             | 13     |        |
| 19   | 6  | Nick Heidfeld SREC     | BMW Sauber           | 56    | + 1 tour                             | 14     |        |
| Abd. | 17 | Kazuki Nakajima        | Williams-Toyota      | 48    | Pression d'huile                     | 12     |        |

Note:
- Les pilotes prenant part au Grand Prix avec le SREC sont signalés par la mention SREC.

### Pole position et record du tour
- Pole position :  Jarno Trulli (Toyota) en 1 min 33 s 431 (208,530 km/h). Le meilleur temps des qualifications a été réalisé par Sebastian Vettel, lors de la Q2, en 1 min 32 s 474.
- Meilleur tour en course :  Jarno Trulli (Toyota) en 1 min 34 s 556 (206,049 km/h) au dixième tour.

### Tours en tête
- Timo Glock (Toyota) : 10 tours (1-10)
- Jenson Button (Brawn-Mercedes) : 36 tours (13-15 / 22-37 / 41-57)
- Sebastian Vettel (Red Bull-Renault) : 7 tours (16-19 / 38-40)
- Kimi Räikkönen (Ferrari) : 2 tours (20-21)
- Jarno Trulli (Toyota) : 2 tours (11-12)

## Classements généraux à l'issue de la course
| Pos | Pilote             | Écurie             | Points |
| --- | ------------------ | ------------------ | ------ |
| 1   | Jenson Button      | Brawn-Mercedes     | 31     |
| 2   | Rubens Barrichello | Brawn-Mercedes     | 19     |
| 3   | Sebastian Vettel   | Red Bull-Renault   | 18     |
| 4   | Jarno Trulli       | Toyota             | 14,5   |
| 5   | Timo Glock         | Toyota             | 12     |
| 6   | Mark Webber        | Red Bull-Renault   | 9,5    |
| 7   | Lewis Hamilton     | McLaren-Mercedes   | 9      |
| 8   | Fernando Alonso    | Renault            | 5      |
| 9   | Nick Heidfeld      | BMW Sauber         | 4      |
| 10  | Heikki Kovalainen  | McLaren-Mercedes   | 4      |
| 11  | Nico Rosberg       | Williams-Toyota    | 3,5    |
| 12  | Kimi Räikkönen     | Ferrari            | 3      |
| 13  | Sébastien Buemi    | Toro Rosso-Ferrari | 3      |
| 14  | Sébastien Bourdais | Toro Rosso-Ferrari | 1      |

| Pos | Écurie             | Points |
| --- | ------------------ | ------ |
| 1   | Brawn-Mercedes     | 50     |
| 2   | Red Bull-Renault   | 27,5   |
| 3   | Toyota             | 26,5   |
| 4   | McLaren-Mercedes   | 13     |
| 5   | Renault            | 5      |
| 6   | BMW Sauber         | 4      |
| 7   | Toro Rosso-Ferrari | 4      |
| 8   | Williams-Toyota    | 3,5    |
| 9   | Ferrari            | 3      |

## Statistiques
- 4e pole position de sa carrière pour Jarno Trulli.
- 3e pole position pour l'écurie Toyota.
- 1er doublé en première ligne pour l'écurie Toyota avec Jarno Trulli et Timo Glock.
- 4e victoire pour Jenson Button.
- 3e victoire pour Brawn en tant que constructeur.
- 4e podium pour son quatrième Grand Prix pour l'écurie Brawn.
- 70e victoire pour Mercedes en tant que motoriste.
- 1er meilleur tour en course pour Jarno Trulli pour son 203e départ en Formule 1.
- 32e arrivée consécutive parmi les pilotes classés pour Nick Heidfeld qui établit un nouveau record.
- Jenson Button est le premier pilote à finir les quatre premières courses de la saison sur le podium depuis Lewis Hamilton en 2007.